# Aloe ankoberensis
Aloe ankoberensis ist eine Pflanzenart der Gattung der Aloen in der Unterfamilie der Affodillgewächse (Asphodeloideae). Das Artepitheton ankoberensis verweist auf das Vorkommen der Art bei Ankober in Äthiopien.

## Beschreibung

### Vegetative Merkmale
Aloe ankoberensis wächst stammbildend und in der Regel einfach. Die hängenden Stämme erreichen eine Länge von bis zu 6 Meter. Die Laubblätter bilden dichte Rosetten. Die trüb gräuliche bis bläulich grüne Blattspreite ist 20 bis 30 Zentimeter lang und 17 bis 17,5 Zentimeter breit. Die bleichen, meist winzig dunkel rötlichbraun gespitzten Zähne am Blattrand sind 2 bis 3 Millimeter lang und stehen 0,7 bis 1,9 Millimeter voneinander entfernt.

### Blütenstände und Blüten
Der basal absteigende und dann mit einer U-förmigen Biegung aufsteigende Blütenstand besteht aus ein bis sechs Zweigen. Er erreicht eine Länge von 50 Zentimetern und mehr. Die dichten, zylindrischen Trauben sind 6 bis 8 Zentimeter lang. Die eiförmig-lanzettlichen, spitzen Brakteen weisen eine Länge von 14 bis 25 Millimeter auf und sind 5 bis 6,5 Millimeter breit. Die leuchtend orangeroten Blüten stehen an 10 bis 25 Millimeter (selten ab 6 Millimeter) langen Blütenstielen. Die Blüten sind 25 bis 40 Millimeter lang. Oberhalb des Fruchtknotens weisen die Blüten einen Durchmesser von 6 Millimeter auf. Ihre äußeren Perigonblätter sind auf einer Länge von 12 bis 22 Millimetern nicht miteinander verwachsen. Die Staubblätter und der Griffel ragen kaum aus der Blüte heraus.

## Systematik und Verbreitung
Aloe ankoberensis ist in Äthiopien in der Region Shewa auf steilen, felsigen Hängen und Klippen in Höhen von 3000 bis 3500 Metern verbreitet.
Die Erstbeschreibung durch Michael George Gilbert und Sebsebe Demissew wurde 1997 veröffentlicht.

## Nachweise